# رون ووكر
رون ووكر (بالإنجليزية: Ron Walker)‏ (4 فبراير 1932 شفيلد المملكة المتحدة - 29 أكتوبر 2017) هو لاعب كرة قدم بريطاني سابق كان يلعب كمهاجم.